# Milan-San Remo 1927
La 20e édition de la course cycliste, Milan-San Remo a eu lieu le 3 avril 1927 et a été remportée par l'Italien Pietro Chesi.

## Classement final
|   | Cycliste            | Équipe                | Temps           |
| - | ------------------- | --------------------- | --------------- |
| 1 | Pietro Chesi        | -                     | 9 h 43 min 00 s |
| 2 | Alfredo Binda       | Legnano-Pirelli       | + 9 min 00 s    |
| 3 | Domenico Piemontesi | Bianchi-Pirelli       | + 9 min 00 s    |
| 4 | Arturo Bresciani    | Bianchi-Pirelli       | + 12 min 00 s   |
| 5 | Heiri Suter         | -                     | + 12 min 00 s   |
| 6 | Antonio Negrini     | Wolsit-Pirelli        | + 12 min 00 s   |
| 7 | Giuseppe Pancera    | Berrettini-Hutchinson | + 12 min 00 s   |
| 8 | Federico Gay        | Mifa                  | + 12 min 00 s   |
| 9 | Giovanni Brunero    | Legnano-Pirelli       | + 12 min 00 s   |
| 9 | Aristide Cavallini  | -                     | + 12 min 00 s   |
| 9 | Battista Giuntelli  | Bianchi-Pirelli       | + 12 min 00 s   |
| 9 | Allegro Grandi      | Ives-Pirelli          | + 12 min 00 s   |
| 9 | Mario Lusiani       | Bianchi-Pirelli       | + 12 min 00 s   |
| 9 | Felix Manthey       | Mifa                  | + 12 min 00 s   |
| 9 | Egidio Picchiottino | Bianchi-Pirelli       | + 12 min 00 s   |